# Mongólia
Mongólia (em mongol: Монгол улс, literalmente país/nação mongol, ) é um país sem costa marítima localizado na Ásia Oriental e Central. Faz fronteira com a Rússia no norte e com a China no sul, leste e oeste. Embora a Mongólia não partilhe uma fronteira com o Cazaquistão, o seu ponto mais ocidental é de apenas 38 quilômetros da ponta leste do Cazaquistão. Ulã Bator, a capital e maior cidade, é o lar de 45% da população do país. O sistema político vigente na Mongólia é de uma república semipresidencialista.
A área do que é hoje a Mongólia foi governada por diversos impérios nômades, incluindo Xiongnu, Xianbei, Rourano, Goturcos e outros. O Império Mongol foi fundado por Gengis Khan em 1206. Após o colapso da Dinastia Yuan, os mongóis voltaram para os seus padrões. Nos séculos XVI e XVII, a Mongólia ficou sob a influência do Budismo tibetano. No final do século XVII, a maior parte da Mongólia havia sido incorporada à área governada pela Dinastia Chingue. Durante o colapso da dinastia Chingue, em 1911, a Mongólia declarou sua independência, mas teve de lutar até 1921 para estabelecer firmemente sua independência de facto e até 1945 para ganhar reconhecimento internacional. Como consequência, ficou sob forte influência russa e soviética: Em 1924, a República Popular da Mongólia foi declarada e a política mongol começou a seguir os mesmos padrões da política soviética da época. Após o colapso dos regimes socialistas na Europa Oriental no final de 1989, a Mongólia viu a sua própria Revolução Democrática no início de 1990, que levou a um sistema multipartidário, uma nova constituição em 1992, e — em bruto — a transição para uma economia de mercado.
Com 1 564 116 quilômetros quadrados, a Mongólia é o 18º maior país do mundo e o país independente com menor densidade populacional do mundo, com uma população de cerca de 2,9 milhões de pessoas. É também o segundo maior país do mundo sem costa marítima, depois do Cazaquistão. O país é escasso em terra arável, sendo a maior parte de sua área coberta por estepes, com montanhas ao norte e ao oeste e com o deserto de Gobi, ao sul. Aproximadamente 30% da população são nômades ou seminômades. A religião predominante na Mongólia é o Budismo tibetano e a maioria dos cidadãos do Estado são da etnia mongol, embora Cazaques, Tuvanos e outras minorias também vivam no país, especialmente no oeste. No final dos anos 1990 e início dos anos 2000, 20% da população vivia com menos de US$ 2 por dia.
No início do século XX, a recém-formada União Soviética instalou na jovem república mongol um líder com orientações bolcheviques, que lideraria um processo que levaria à instauração de um Estado comunista, em 1925. A República Popular da Mongólia só foi reconhecida pela China em 1946. As dissensões entre Rússia e China fizeram com que as relações entre China e Mongólia fossem praticamente encerradas até a dissolução do Partido Comunista da Mongólia e a queda do Estado em 1990. Desde então, a Mongólia tem um regime semipresidencialista com eleições diretas a cada quatro anos. A Mongólia é, desde 1990, um Estado semipresidencialista, pluripartidarista, com eleições diretas.

## História

### Idade Média

A extensão do Império Mongol após a morte de Möngke Khan (reinou de 1251 a 1259)

A região correspondente à Mongólia atual foi ocupada por diversas tribos nômades, segundo relatos chineses que remontam a séculos antes de Cristo. Os hunos aparentemente migraram para o oeste a partir das estepes da Mongólia. Por volta do século VII, os turcos surgem nos relatos chineses como nômades vindos do norte (da Mongólia). Nos séculos seguintes, os turcos migrariam para o sudoeste, ocupando outras áreas da Ásia, mas algumas tribos permaneceram no leste da Mongólia até o século XIII.
Entre os séculos XI e XII, um líder tribal chamado Cabul Cã reuniu as tribos mongóis contra a China controlada pela Dinastia Jim, mas foi derrotado, e a unidade mongol foi desfeita. No final do século XII, um jovem chamado Temujim unificara algumas tribos mongóis e turcas, e venceria outras batalhas, sendo por seus feitos militares aclamado por todos os mongóis como Gêngis Cã.
No caos do final do século XII, um chefe chamado Temujim finalmente conseguiu unir as tribos mongóis entre a Manchúria e as Montanhas Altai. Em 1206, ele assumiu o título de Gêngis Cã, e travou uma série de campanhas militares — renomadas por sua brutalidade e ferocidade — varrendo grande parte da Ásia e formando o Império Mongol, o maior império contíguo da história mundial. Sob seus sucessores, o império se estendia da atual Polônia, no oeste, até a Coreia, no leste, e da Sibéria, no norte, até o Golfo de Omã e o Vietnã, no sul. Cobria cerca de 22 000 000 km², sendo 22% da área total da Terra, e tinha uma população de mais de 100 milhões de pessoas (cerca de um quarto da população total da Terra na época). O surgimento da Pax Mongolica também facilitou significativamente o comércio em toda a Ásia durante o seu auge.
Após a morte de Gêngis Cã, o império foi subdividido em quatro reinos ou canatos. Estes acabaram se tornando quase independentes após a Guerra Civil Toluida (1260-1264), que eclodiu em uma batalha pelo poder após a morte de Mangu Cã em 1259. Um dos canatos, o "Grande Khaanate", consistindo da pátria mongol, e a China, ficou conhecida como a dinastia Iuã sob Cublai Cã, neto de Gêngis Cã. Ele estabeleceu sua capital na atual Pequim. Depois de mais de um século de poder, o Iuã foi substituído pela dinastia Mingem em 1368, e a corte mongol fugiu para o norte. Quando o exército Ming perseguiu os mongóis em sua terra natal, eles saquearam e destruíram com sucesso a capital mongol, Caracórum, e outras cidades. Alguns desses ataques foram repelidos pelos mongóis, sob Ayushridar, e seu general, Köke Temür.

### História moderna
Nos séculos XVI e XVII, a Mongólia ficou sob a influência do Budismo tibetano. No final do século XVII, a maior parte da Mongólia havia sido incorporada à área governada pela Dinastia Chingue. Com a queda da dinastia Chingue em 1911, a Mongólia, sob a liderança de Bogd Khan, declarou independência. Mas a recém-criada República da China considerou a Mongólia como parte de seu próprio território. Yuan Shikai, o presidente da República da China, considerou a nova república como a sucessora dos Chingue. Bogd Cã disse que tanto a Mongólia quanto a China tinham sido administradas pelos manchus durante os Chingue, e depois da queda da dinastia Chingue em 1911, o contrato de submissão mongol aos manchus havia se tornado inválido.
A área controlada por Bogd Khaan era aproximadamente a da antiga Mongólia Exterior durante o período Chingue. Em 1919, após a Revolução de Outubro na Rússia, as tropas chinesas lideradas por Xu Shuzheng ocuparam a Mongólia. A guerra irrompeu na fronteira norte. Como resultado da Guerra Civil Russa, o tenente-general russo branco Roman Ungern von Sternberg liderou suas tropas na Mongólia em outubro de 1920, derrotando as forças chinesas em Niislel Khüree (atual Ulã Bator) no início de fevereiro de 1921 com o apoio dos mongóis.
Para eliminar a ameaça representada por Ungern, a Rússia bolchevique decidiu apoiar o estabelecimento de um governo e um exército mongol comunista. Este exército tomou a parte mongol de Kyakhta das forças chinesas em 18 de março de 1921, e em 6 de julho as tropas russas e mongóis chegaram a Khüree. A Mongólia declarou sua independência novamente em 11 de julho de 1921. Como resultado, a Mongólia estava estreitamente alinhada com a União Soviética nas sete décadas seguintes.
Em 1924, depois que Bogd Khaan morreu de câncer de laringe ou, como algumas fontes afirmam, nas mãos de espiões russos, o sistema político do país foi alterado. A República Popular da Mongólia foi estabelecida. Em 1928, Khorloogiin Choibalsan subiu ao poder. Os primeiros líderes da República Popular da Mongólia (1921-1952) não eram comunistas e muitos deles eram pan-mongolistas. A União Soviética estabeleceu vigorosamente um regime comunista na Mongólia ao exterminar os pan-mongolistas. Na década de 1960, os soviéticos reconheceram o Partido Popular da Mongólia como comunistas "reais", que assumiram o poder após a morte suspeita do líder pan-mongol Choibalsan.
Khorloogiin Choibalsan instituiu a coletivização agrícola, iniciou a destruição dos mosteiros budistas e realizou a repressão stalinista na Mongólia, que resultou no assassinato de numerosos monges e outros líderes. Na Mongólia, durante a década de 1920, aproximadamente um terço da população masculina eram monges. No início do século XX, cerca de 750 mosteiros estavam funcionando na Mongólia.
Em 1930, a União Soviética parou a migração de Buriates para a República Popular da Mongólia para impedir a reunificação da Mongólia. Todos os líderes da Mongólia que não cumpriram as exigências de Stalin para realizar o Terror Vermelho contra os mongóis foram executados, incluindo Peljidiin Genden e Anandyn Amar. Os expurgos stalinistas na Mongólia, que começaram em 1937, mataram mais de 30 mil pessoas. Choibalsan morreu suspeitosamente na União Soviética em 1952. Lideranças da Internacional Comunista também manifestavam apoio aos expurgos ocorridos em território mongol.
O povo da Mongólia não é importante, a terra é importante. A terra da Mongólia é maior que a Inglaterra, a França e a Alemanha— Bohumír Šmeral, em 1937.

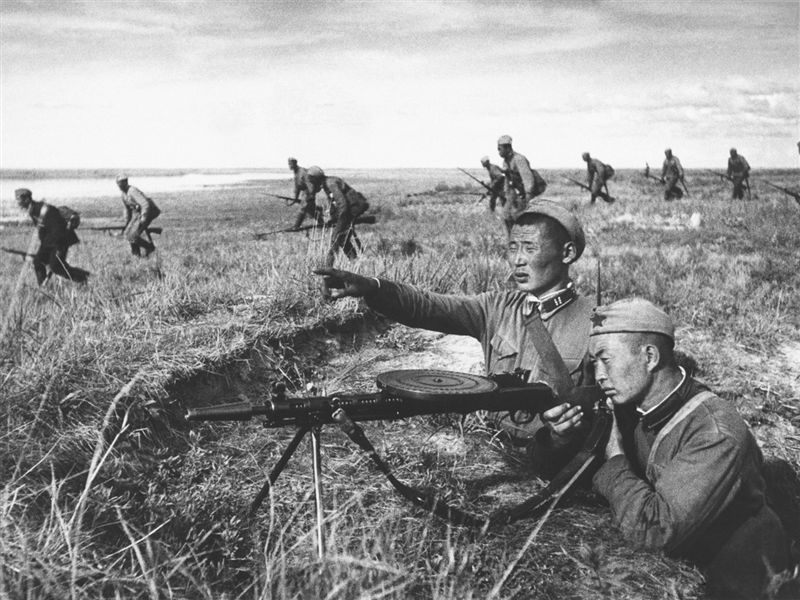
Tropas da Mongólia lutam contra o contra-ataque japonês em Khalkhin Gol, em 1939.

Após a invasão japonesa na vizinha Manchúria, em 1931, a Mongólia viu-se ameaçada nesta frente. Durante as batalhas de Khalkhin Gol, uma das principais marcas do conflito entre Japão e União Soviética por suas fronteiras, os soviéticos defenderam com sucesso a Mongólia contra o expansionismo japonês. A Mongólia lutou contra o Japão durante as Batalhas de Khalkhin Gol em 1939 e durante a Guerra Soviético-Japonesa em agosto de 1945 para libertar o sul do país do Japão e da China.
A Conferência de Ialta, de fevereiro de 1945, previa a participação da União Soviética na Guerra do Pacífico. Uma das condições soviéticas para a sua participação, apresentada em Ialta, foi que, após a guerra, a Mongólia Exterior manteria sua independência. O referendo ocorreu em 20 de outubro de 1945, com (de acordo com números oficiais) 100% do eleitorado votando pela independência.
Após o estabelecimento da República Popular da China, ambos os países confirmaram seu reconhecimento mútuo em 6 de outubro de 1949. No entanto, a República da China usou seu veto do Conselho de Segurança das Nações Unidas em 1955, para impedir a admissão da República Popular da Mongólia nas Nações Unidas. Os fundamentos reconheciam toda a Mongólia — incluindo a Mongólia Exterior — como parte da China. Esta foi a única vez em que a República da China usou seu veto. Assim, e por causa das repetidas ameaças de veto no Conselho de Segurança das Nações Unidas, a Mongólia não se juntou à ONU até 1961, quando a União Soviética concordou em suspender seu veto sobre a admissão da Mauritânia e qualquer outro Estado africano recém-independente, em troca da admissão da Mongólia. Confrontada com a pressão de quase todos os países africanos, a República da China cedeu sob protesto. Mongólia e Mauritânia foram admitidas na ONU em 27 de outubro de 1961.
Em 26 de janeiro de 1952, Yumjaagiin Tsedenbal tomou o poder na Mongólia após a morte de Choibalsan. Enquanto Tsedenbal estava visitando Moscou em agosto de 1984, sua doença grave levou o parlamento a anunciar sua aposentadoria e substituí-lo por Jambyn Batmönkh. O colapso da União Soviética em 1989 influenciou fortemente a política da Mongólia. Seu povo empreendeu a pacífica Revolução Democrática em 1990 e a introdução de um sistema multipartidário e uma economia de mercado. Uma nova constituição foi introduzida em 1992, e a palavra "República Popular" foi retirada do nome do país. As primeiras vitórias eleitorais para os partidos não comunistas aconteceram em 1993 (eleições presidenciais) e 1996 (eleições parlamentares). A China apoiou o pedido de adesão da Mongólia ao Diálogo Ásia-Europa (ASEM), a Cooperação Econômica Ásia-Pacífico (APEC) e a concessão do status de observador na Organização para Cooperação de Xangai.

## Geografia

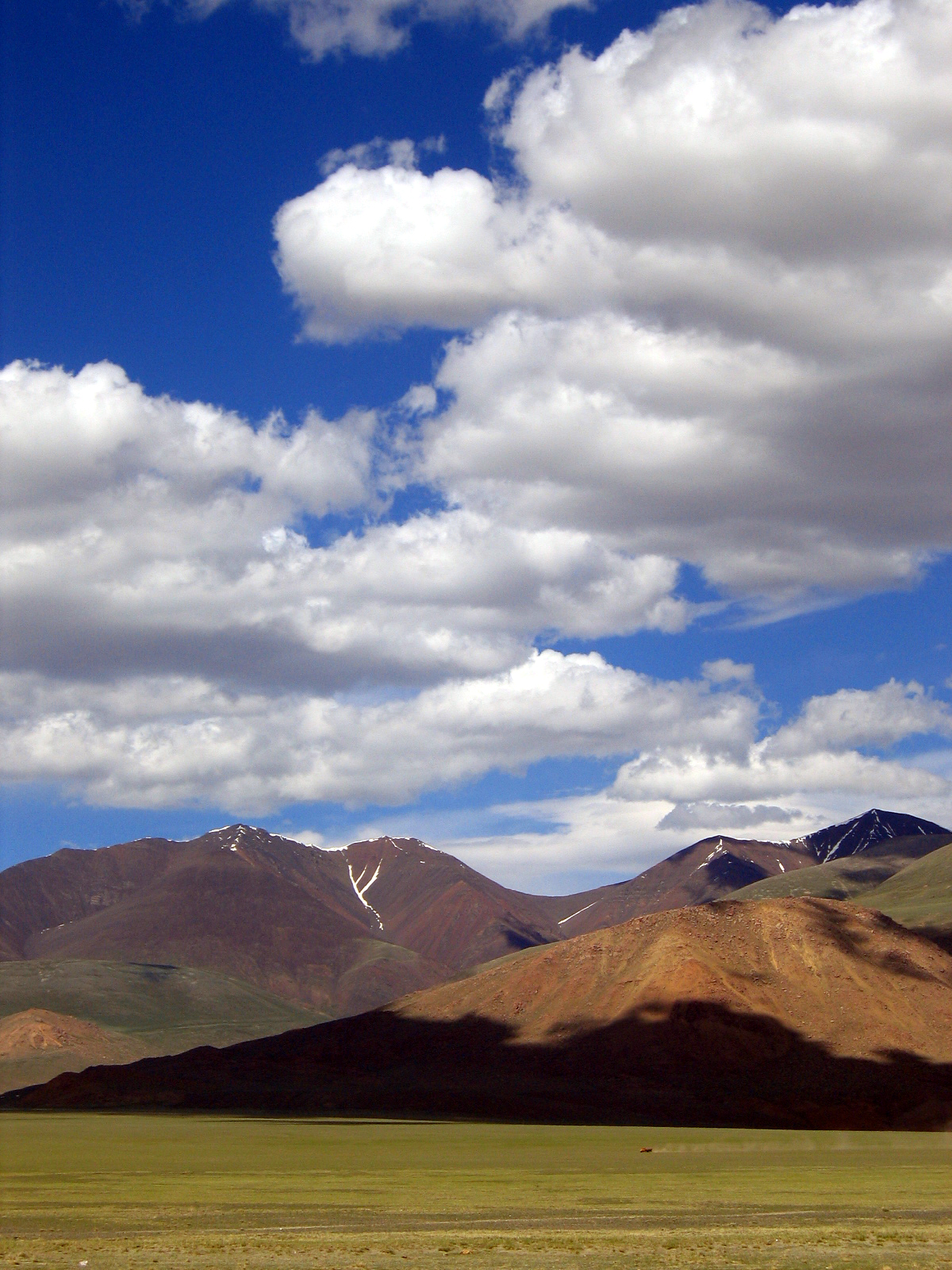
Paisagem mongol

A maior parte do território da Mongólia é composta por planaltos, com cadeias montanhosas no norte e no oeste. A altitude média de todo o país é de aproximadamente 1 500 m — o ponto mais baixo do país, situado no sul, tem altitude superior a 500 m. A taiga (floresta de coníferas) cobre áreas extensas ao norte do país. Os montes Altai se situam no oeste, sendo o Tavan Bogd Uul, com 4 373 m, o ponto mais elevado do país, e o Deserto de Gobi, arenoso, cobre uma ampla extensão do sul ao leste, enquanto o resto do país é coberto por estepes, com vegetação rasteira e herbácea.
O clima é temperado continental e muito áspero, quase subpolar, com verões geralmente amenos e invernos longos e gelados. As precipitações se concentram no verão, com 380 mm nas montanhas e 125 mm no deserto, de pluviosidade média anual. A temperatura média anual da capital, Ulaanbaatar, é de -5 °C, sendo desta forma a capital mais fria do mundo. Janeiro é o mês mais frio na capital, com temperatura média de -25 °C, e o mês mais quente é julho, com temperatura média de 14,4 °C. Embora tenha invernos normalmente muito secos, Ulaanbaatar pode ser atingida eventualmente por violentas tempestades de neve. A temperatura atinge facilmente -30 °C em praticamente todo o seu território, não sendo raro chegar a -40 °C ou -50 °C em determinadas localidades.

### Efeitos das mudanças climáticas
A Mongólia é substancialmente afetada pelo aquecimento global. Entre 1940 e 2001, a temperatura média anual do ar aumentou mais de 1,5 graus Celsius. A temperatura do inverno aumentou mais de 3,6 graus nesse período. O gelo antigo da Mongólia está derretendo rapidamente devido à mudança climática e ao aquecimento das temperaturas do verão. Como o fluxo dos campos de gelo seca durante o verão com mais frequência, o fornecimento de água potável fica cada vez mais restrito. Isso colocará em risco extremo o patrimônio cultural e o tradicional rebanho de renas nos próximos anos. Como resultado, a crise climática coloca em risco os criadores domésticos de renas em baixas latitudes, vivendo nas zonas montanhosas da tundra no norte da Mongólia.

## Demografia

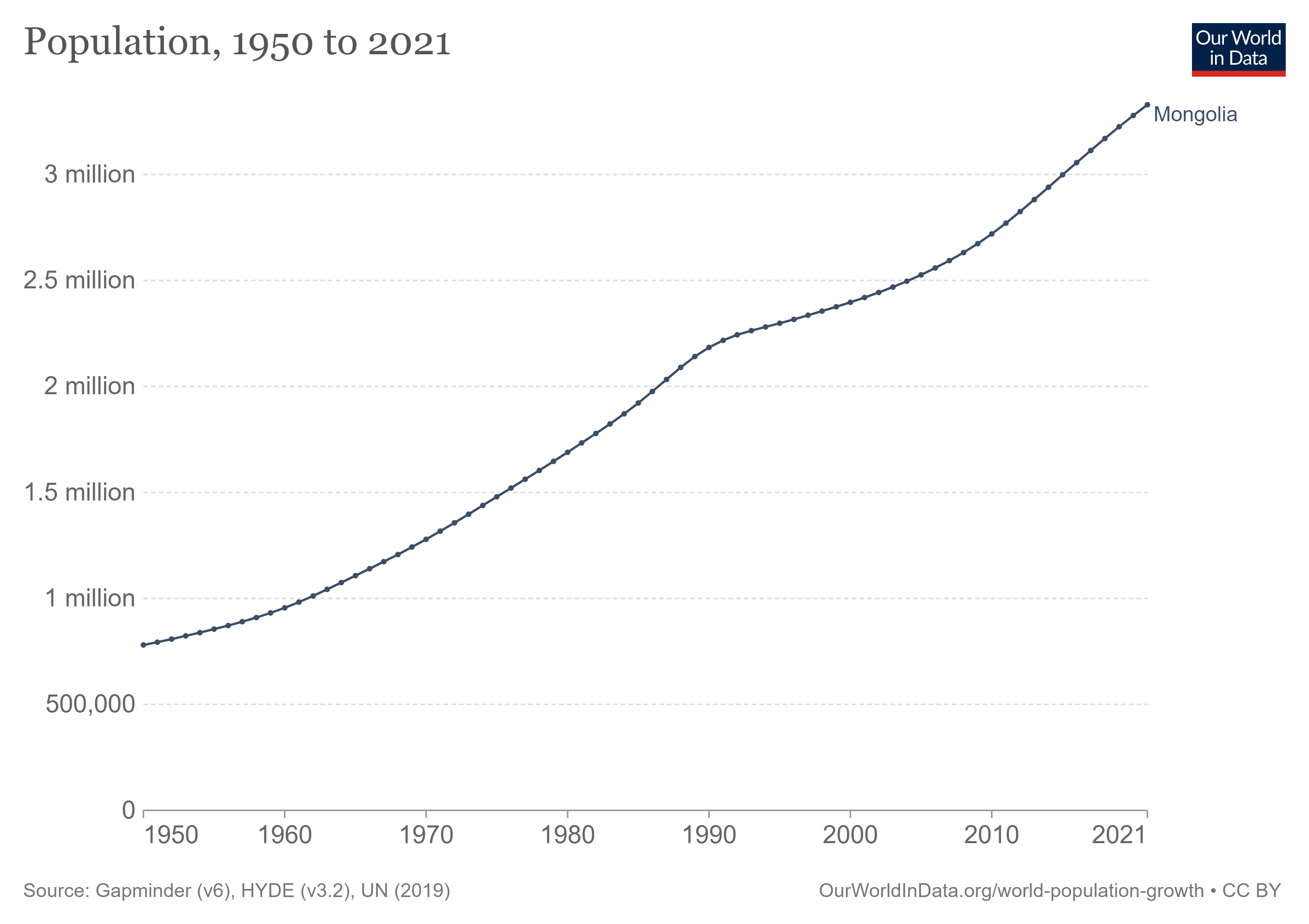
Evolução da população da Mongólia entre 1961 e 2003

A Mongólia tem um pouco mais de 3,2 milhões de habitantes, dos quais quase um terço (1 milhão) vivem na capital, Ulã Bator. É o país com a menor densidade populacional do mundo, com dois habitantes por quilômetro quadrado (cinco por milha quadrada). No geral, 57% da população vive nas cidades. Nas zonas rurais, assentamentos agrícolas já começaram a substituir os semigrupos nômades.
A maioria dos cidadãos da Mongólia são da etnia dos mongóis, principalmente Khalkha mongóis. No entanto, existem minorias de cazaque, uigures e tuvans. Quase 4 milhões de mongóis vivem no exterior.
Como a maioria dos países em desenvolvimento, a Mongólia tem uma população jovem que está crescendo rapidamente (dois terços do total), que tem sido uma grande pressão sobre a sua economia.

## Religião
Cerca de metade da população mongol é adepta ao Budismo. O país possui uma grande população sem religião, herança do domínio comunista no século XX. Os cazaques que vivem no oeste do país são majoritariamente muçulmanos, colocando o Islamismo como a segunda maior religião do país, com 6% da população.[carece de fontes?]
O Xamanismo mongol foi amplamente praticado ao longo da história do que é hoje a Mongólia. Mesmo tendo gradualmente cedido lugar ao Budismo Tibetano, o xamanismo deixou uma forte marca na cultura religiosa e continua a ser praticada por cerca de 3% da população.[carece de fontes?]
2% da população somam a comunidade cristã. A maioria dos cristãos na Mongólia hoje são protestantes, e a maioria se tornou cristã desde a Revolução Mongol de 1990. A Mongólia tem uma estação de TV cristã local, a Eagle Television, e uma estação de rádio pró-cristã, a Family Radio. Existe ainda no território a presença da Igreja de Jesus Cristo dos Santos dos Últimos Dias (Mórmons), da Igreja Adventista do Sétimo Dia, da Igreja Ortodoxa e da Igreja Católica Romana. Atualmente, a Igreja Adventista do Sétimo Dia na Mongólia possui cerca de 3,3 mil membros.

## Subdivisões

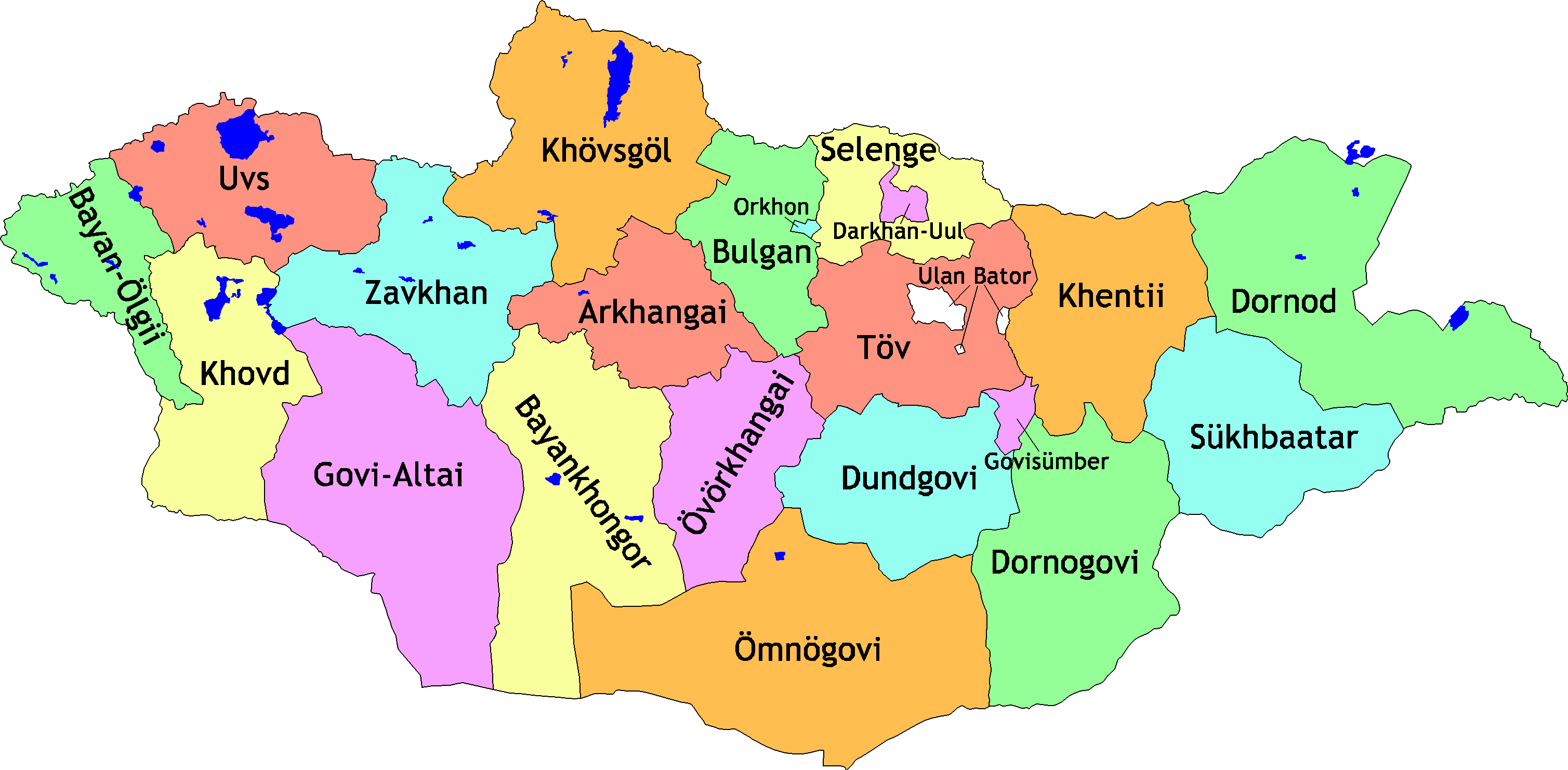
Aimagues

A Mongólia se divide em 21 aimagues (em mongol significa províncias) que, por sua vez são divididas em 315 distritos. A capital é administrada separadamente. O aimagues são:
| - Arkhangay - Bayan-Ölgiy - Bayankhongor - Bulgan - Darhan-Uul - Dornod - Dornogovi | - Dundgovi - Govi-Altay - Govisümber - Khentiy - Khovd - Khövsgöl - Ömnögovi | - Orhon - Övörkhangay - Selenge - Sükhbaatar - Töv - Uvs - Zavkhan |

## Economia

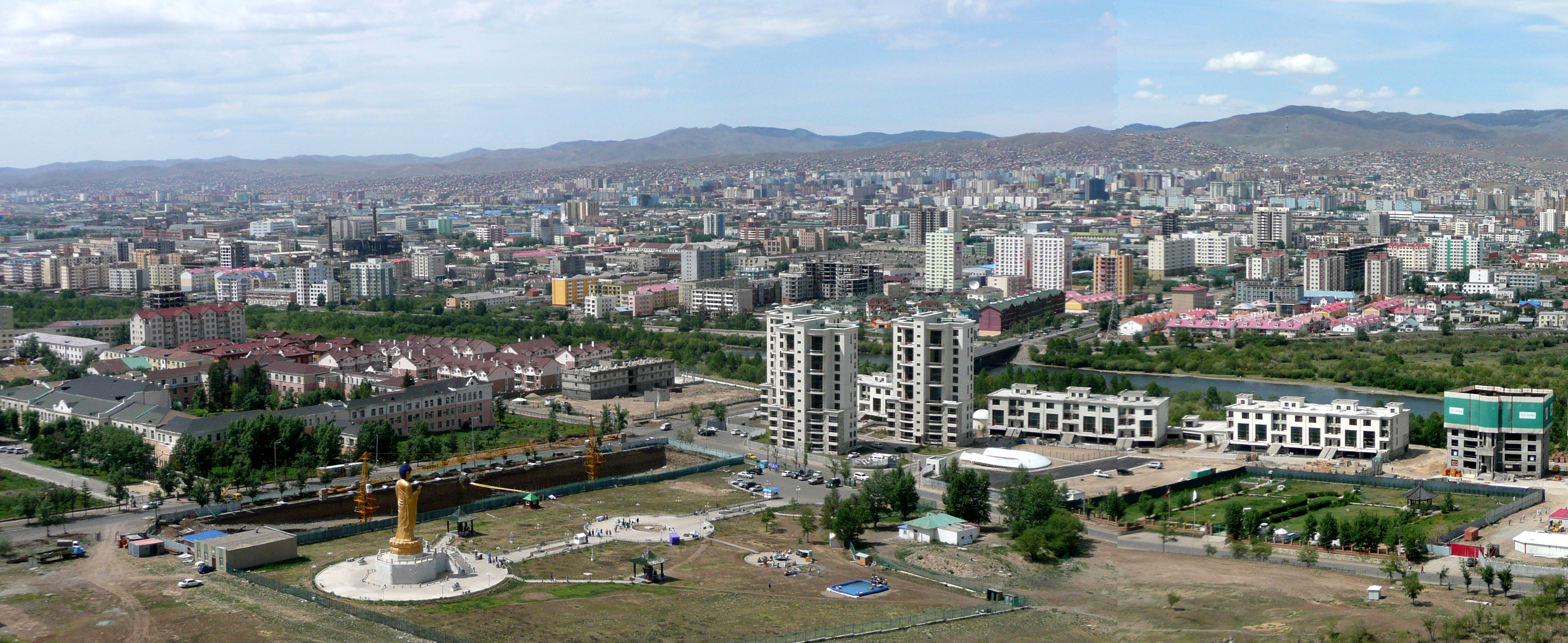
A capital, Ulã Bator, é o centro da maior parte do comércio e das relações nacionais e internacionais.

Principais produtos de exportação da Mongólia em 2019.

A economia da Mongólia é baseada na produção agro-pastoril, com 90% das exportações constituídas de animais e derivados, mas muito limitada pela distância da Mongólia do mar, e pelas precárias estradas sem infraestrutura. As maiores exportações de produtos agropecuários processados do país em termos de valor, em 2019, foram: cabelo (U$ 302 milhões), carne de cavalo (U$ 57 milhões), carne bovina (U$ 24 milhões), carne de cordeiro (U$ 21 milhões), lã (U$ 20 milhões) e colza (U$ 11 milhões), entre outros. 
O país também é sustentado pela mineração: em 2017 o país produzia cerca de 20 toneladas de ouro e 160 toneladas de prata anuais; o país também minera cobre e estanho  e em 2019 era o 3º maior produtor do mundo de fluorita , o 4º maior produtor do mundo de tungstênio e o 10º maior produtor do mundo de molibdênio. O país também tem uma grande produção de carvão, tendo sido o 14º maior produtor mundial em 2018, com 49,5 milhões de toneladas extraídas, e o 7º maior exportador mundial (39 milhões de toneladas). 
A grande dependência de ajuda estrangeira levou o país a uma preparação inadequada para os rigorosos invernos, e houve grandes perdas de animais, o que empobreceu a muitos. Quase um terço da população vive em extrema pobreza. A mudança da economia centralizada para uma economia de mercado foi traumática.

## Infraestrutura

### Transportes
A Ferrovia Trans-Mongoliana é a principal ligação ferroviária entre a Mongólia e seus vizinhos. Ela se inicia na ferrovia Transiberiana, na Rússia, na cidade de Ulan-Ude, atravessando a capital mongol e cruzando para a China através da cidade de Erenhot, onde se junta ao sistema ferroviário chinês. Uma ligação ferroviária separada conecta a cidade oriental de Choibalsan com a Ferrovia Transiberiana.
O principal aeroporto da Mongólia é o Aeroporto Internacional Chinggis Khaan, localizado na capital.

## Cultura

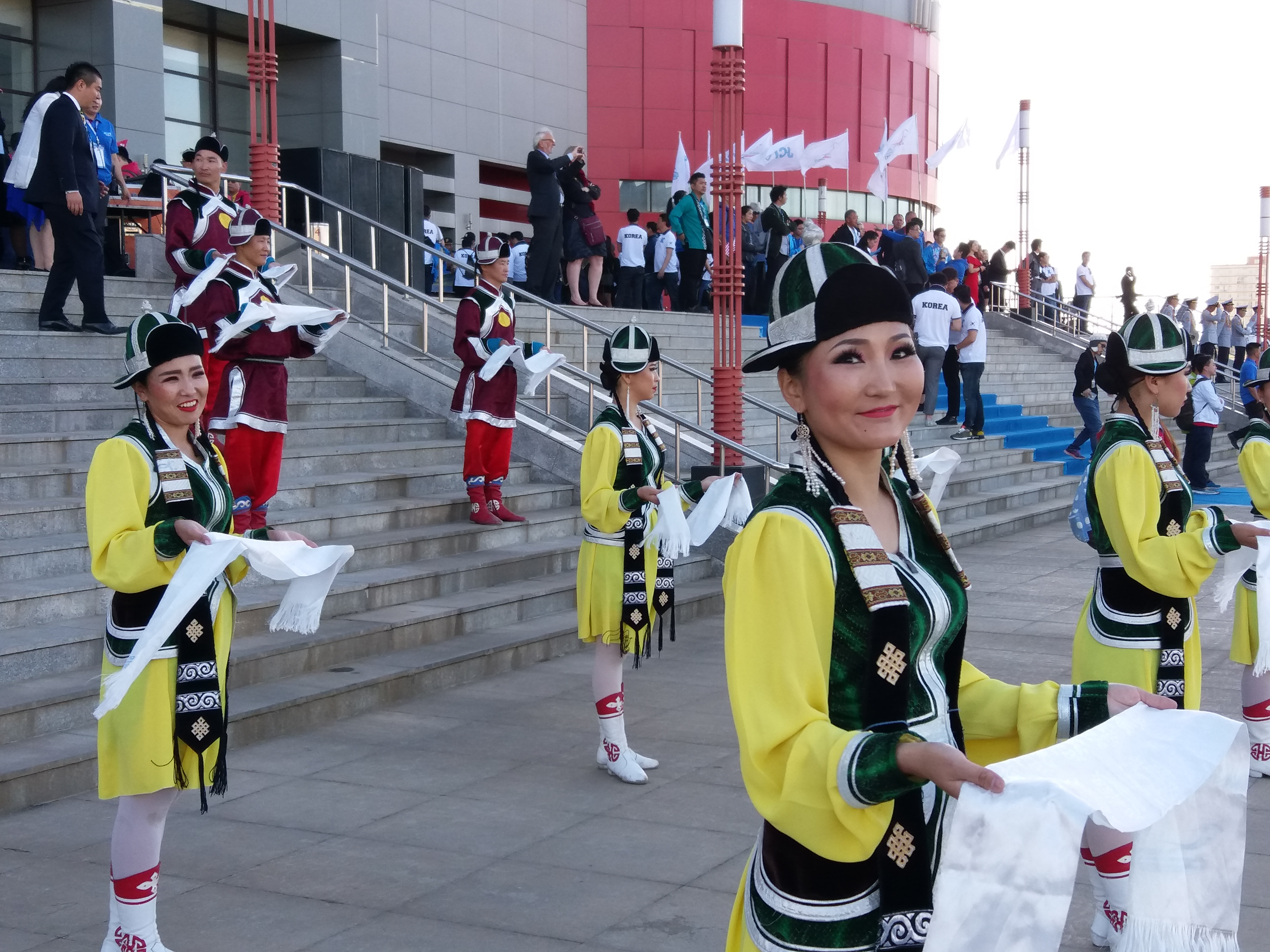
Trajes típicos da Mongólia

A cultura mongol é bastante homogênea, havendo poucas diferenças no seio da população.
A Mongólia tem o seu próprio grupo étnico, que compreende 85% da população do país, a língua oficial, o calca-mongol, é falada por 90% das pessoas. Cerca de 53% da população é budista, 3% muçulmana, 2,2% cristã, 2,9% seguem o xamanismo e 38,6% não tem religião.
A dieta da população depende da região do país considerada e consiste sobretudo em carne, sendo os vegetais uma novidade na dieta mongol. No sul, consome-se cordeiro e muitos produtos derivados do camelo. Nas montanhas, a carne bovina é muito mais comum. Na capital, Ulaanbaatar, existe uma vasta variedade de comida disponível, a maior parte desta é importada.
Acima de tudo, não há figura mais venerada na cultura popular mongol do que Gêngis Cã, o fundador do Império Mongol no século XIII. Seu local de nascimento, seus possíveis locais de sepultamento, supostas relíquias pertencentes ao antigo conquistador mongol, são celebrados em procissões e feriados nacionais e considerados sagrados — num ponto onde cultura e religião começam a se fundir.